# 古獸馬
古獸馬屬（學名：Palaeotherium），又名古獸，是一屬已滅絕的原始奇蹄目動物。喬治·居維葉（George Cuvier）原先認為牠們是一類貘，故牠們一般都被描繪成一細小的貘。近年就其頭顱骨的研究發現牠們的鼻腔並非用來支撐鼻子，故現開始將牠們描繪成更像馬的動物。解剖學研究亦發現古獸馬，連同其他古獸馬科的屬，包括始祖馬，與馬是近親。

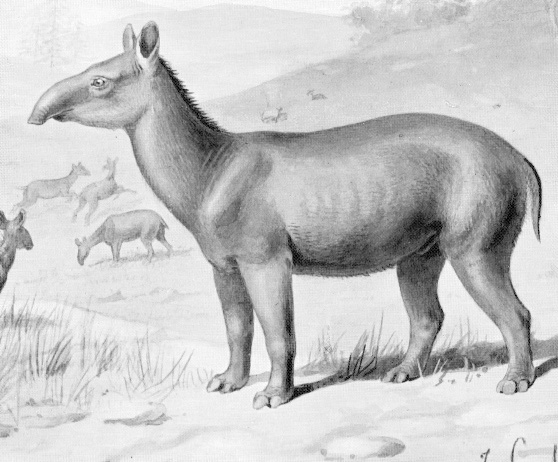
1905年的古獸馬描繪。

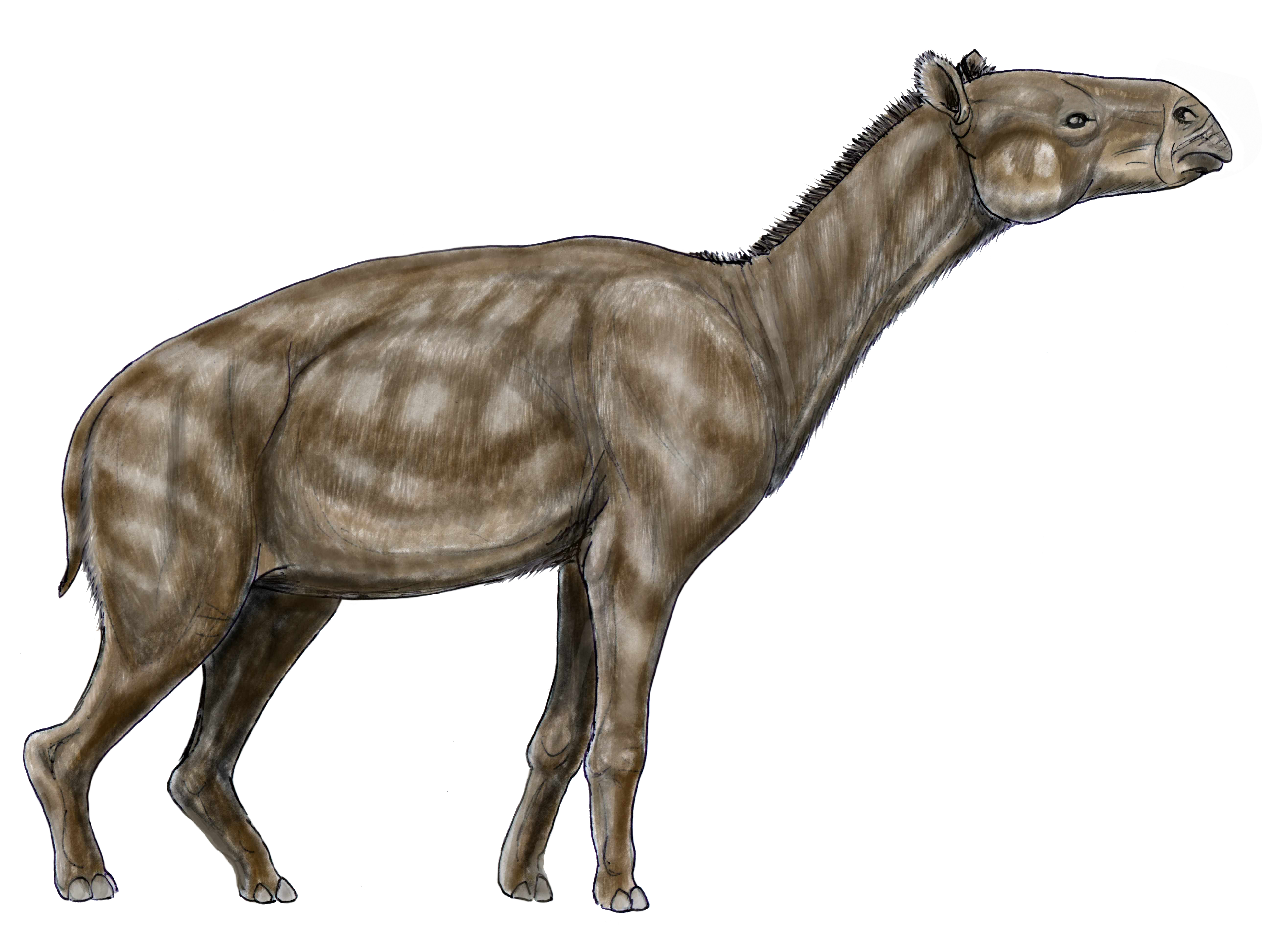
古獸馬描繪。

古獸馬的物種平均約有75厘米肩高。牠們生活在4千5百萬年前的始新世早期至中期，當時被熱帶雨林覆蓋的歐洲。最大的物種P. magnum是生存於始新世中期的法國，差不多等同一隻馬的大小。